# Changeling (leggenda)
(Keith Donohue, Il bambino che non era vero)

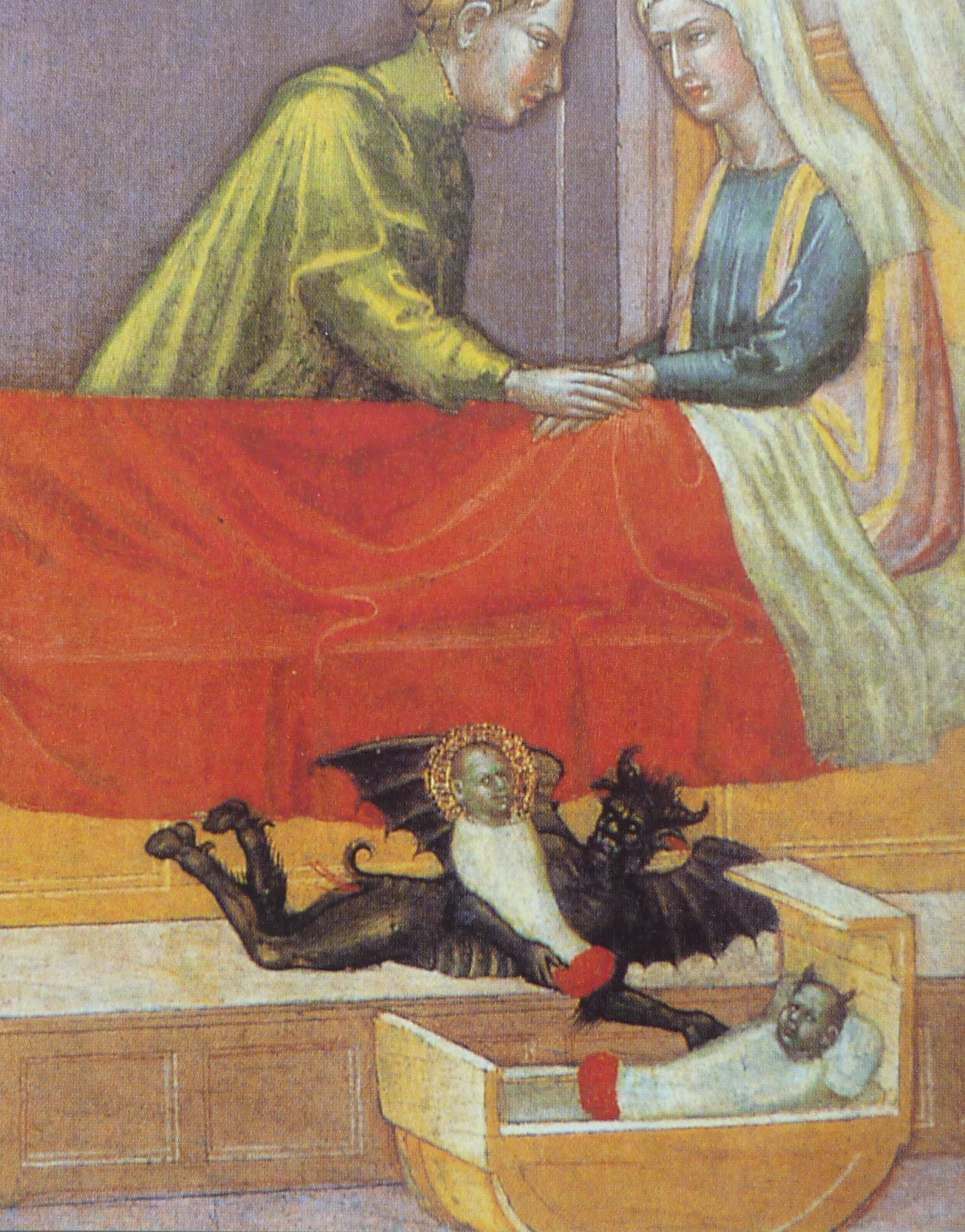
Il diavolo scambia un neonato con un changeling, raffigurazione di Martino di Bartolomeo.

Il changeling è una creatura fantastica tipica del folklore europeo.
Si narra sia il figlio delle fate, dei folletti, degli elfi, delle ninfe, degli gnomi o dei diavoli, che questi ultimi esseri scambiano con un bimbo umano visto che, spesso, questi sono più sani.
Il sostituto si può riconoscere perché è estremamente intelligente, molto più di un bambino umano normale, ma impacciato nei movimenti e con un comportamento molto diverso da quello umano.

## Storia e diffusione del mito

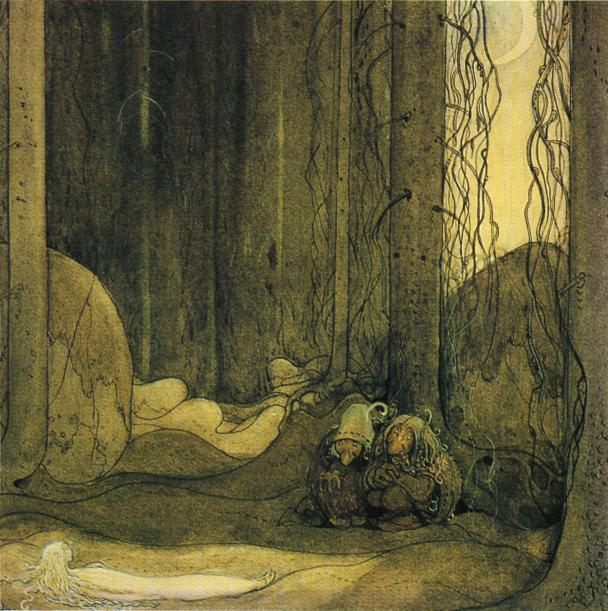
Bland Tomtar och Troll, dell'artista svedese John Bauer, 1913

### Origine
I ricercatori credono che i bimbi dei quali si racconta negli scambi delle vecchie storie di fate e folletti mostrino i sintomi tipici dell'autismo o di altri handicap e che prima delle scoperte mediche questa leggenda venisse usata per spiegare condizioni come l'autismo o anche semplicemente la scomparsa di bambini mai più ritrovati. Nei tempi antichi e fino ad epoche piuttosto recenti era molto difficile occuparsi di bambini portatori di handicap, quindi l'idea che tale bambino non fosse in realtà il 
proprio figlio ma una creatura maligna forniva una giustificazione inconscia alla pratica dell'infanticidio, spesso necessaria in caso di scarsità di risorse.

### Scozia
Nella mitologia celtica si narra di un bambino malato, figlio delle fate o dei troll, che viene scambiato da queste ultime con un altro bambino comune per dare il compito alla sfortunata madre di curare il folletto, e solamente in questo modo le verrà restituito il bambino reale.
Per avere prova della sua reale natura, si narra che bastasse preparare una camomilla e versarla in un guscio d'uovo e a quel punto il changeling avrebbe detto "In tanti anni della mia esistenza ne ho viste di cose, ma mai versare della camomilla in un guscio d'uovo..." per poi sparire.

### Francia e Italia
La leggenda è diffusa anche in Francia, dove questi folletti si chiamano Jetins, abitano le grotte marine ed escono solo di notte. Si racconta che abbiano un'incredibile forza e adorino scaraventare lontano attrezzi pesanti. Nelle regioni del nord-ovest dell'Italia, invece, sono chiamati Servan, la descrizione è più o meno la stessa di quelli francesi con in più il desiderio di assomigliare all'uomo ad ogni costo, e perciò scambiano i loro piccoli con quelli umani.

### Irlanda e Germania
In Irlanda vengono anche chiamati Spriggan, folletti dall'aspetto grottesco, esseri malefici, piccoli che dovrebbero essere i guardiani dei tesori delle colline.
In Germania vengono invece chiamati Wechselbalg.

## Changeling nei media
La figura del changeling, con tutte le sue varianti, ha ispirato molte opere nei più svariati ambiti.

### Letteratura
- Thomas Crofton Croker, Racconti di fate e tradizioni irlandesi, Neri Pozza Ed.
- Joy Williams, L'altro bambino, Black Coffee ed.
- W. B. Yeats, The Stolen Child
- Emanuele Rastelli, Changeling, I Perduti, Twenty Five Ed.
- Keith Donohue, Il bambino che non era vero, Rizzoli Editore
- Luigi Pirandello, La favola del figlio cambiato, Newton Compton Ed.
- Amanda Hocking, Switched, Lain
- Diana Gabaldon, La straniera, Corbaccio, Fate

### Filmografia
- Changeling (2008) - Diretto da Clint Eastwood e con Angelina Jolie, John Malkovich e Amy Ryan.
- Changeling (1980) - Diretto da Peter Medak e con George C. Scott.
- The Changeling (1911) - Cortometraggio con Charles Arling.
- Spriggan - Film di animazione giapponese del 1998.
- Daisy vuole solo giocare (The Daisy Chain) - Film diretto da Aisling Walsh nel 2008 (drammatico/thriller, in italiano Daisy vuole solo giocare).
- Hole - L'abisso (2019) - Film irlandese diretto da Lee Cronin.
- Fate - The Winx Saga (2021) - Serie originale Netflix.

### Fumetti e videogiochi
- Changeling, personaggio dei fumetti Marvel Comics.
- Changeling, personaggio dei fumetti DC Comics.
- Wick
- The Ancient Magus Bride, nell'anime e nel manga Shannon, medico del Paese fatato, è una changeling.

### Serie televisive
- My Little Pony - L'amicizia è magica, changeling (tradotti in italiano con mutanti) e Queen Chrysalis.
- Supernatural - episodio della terza stagione - Il mistero di Morning Hill.
- Merlin - episodio della terza stagione - Lo scambio.
- Outlander, serie televisiva del 2014 in onda su STAR.
- Sword Art Online, nella serie, il protagonista Kirito sceglie di unirsi alla tribù degli spriggan.
- Fairy Tail, nella serie, il personaggio di Zeref Dragoneel è conosciuto anche con l'alias di Imperatore Spriggan, indicando che il termine identifica una "fata orrenda".
- Trollhunters, nella serie animata Enrique Nuñez, personaggio minore e fratello di Claire, viene scambiato con un baby troll.
- Lore - Antologia dell'orrore, stagione 1 episodio 3, Le calze nere (Changeling in originale).
- Fate - The Winx Saga, serie televisiva del 2021 prodotta da Netflix.
- Katla, serie televisiva del 2021 prodotta da Netflix.
- Star Trek nel 3º episodio della seconda stagione della serie classica, in originale dal titolo proprio The Changeling (in italiano La Sfida) viene raccontata la leggenda dal Capitano Kirk.

### Giochi di ruolo
- Dungeons & Dragons - I cangianti sono una razza giocabile nell'ambientazione di Eberron, e sono una sorta di doppelgänger minori.
- Changeling: The Dreaming - Gioco di ruolo ambientato nel Mondo di tenebra classico.
- Changeling: The Lost - Gioco di Ruolo ambientato nel Nuovo Mondo di Tenebra.